# Martin Litchfield West
Martin Litchfield West, född 23 september 1937 i London, död 13 juli 2015 i Oxford, var en engelsk klassisk filolog och iranist.
West, som var lärjunge till Eduard Fraenkel, var verksam vid universiteten i London och Oxford. Han var en framstående kännare av den grekiska litteraturen. Han tilldelades Balzanpriset 2000 och Kenyonmedaljen 2002.
Dessutom var han medlem i British Academy och tilldelades Förtjänstorden nyåret 2013-14.
Han är översättare av Zarathustras Sånger, den äldsta indoeuropeiska litterära verket, till engelska. Samlingen utkom 2010 med titeln The Hymns of Zoroaster: A New Translation of the Most Ancient Sacred Texts of Iran.